# Brita Andersdotter
Brita Andersdotter, född omkring 1656, död efter 1710, var en kvinna som dömdes för att ha utgett sig vara besatt av Djävulen. 
Brita, änka efter en soldat, hade med sin dotter Margareta, som användes som ciceron, och en vakt färdats landet runt och utgett sig för att bli besatt av Satan under nätterna, då hon fick anfall under observation och uttalade svordomar och kritiserade kyrkan.   
Den 3 december 1709 dömdes Brita Andersdotter av Svea hovrätt att halshuggas och brännas på bål för brott mot Bibeln, mot Kungl. Maj:ts förordning och religionsstadga av år 1655, Kungl. Maj:ts förordning om eder och sabbatsbrott av år 1687 med mera. Dottern Margareta skulle piskas och få kyrkoplikt. Kungliga rådet ändrade, efter att ha konfererat med konsistorierna i Stockholm och Uppsala, den 3 februari 1710 hovrättens dom över Brita till piskstraff, först där hon satt fängslad och sedan i Stockholm, där hon skulle sättas i tukthus att arbeta resten av livet. Domen över Margareta stod fast.
Detta var inte det enda fallet av så kallad besatthet som utspelades i Sverige under tidigmodern tid. År 1729 rapporterades en kyrkoherde i Vomb i Skåne till domkapitlet i Lund för att ha utfört exorcism på en Margareta Pehrsdotter, som sades ha varit besatt av Satan och blivit botad av prästen och då i stället fått en vision av Gud, som visade sig i samma gestalt som prästen.